# Spirobolus platyops
Spirobolus platyops är en mångfotingart som beskrevs av Pocock 1908. Spirobolus platyops ingår i släktet Spirobolus och familjen Spirobolidae. Inga underarter finns listade i Catalogue of Life.